# Donald Olding Hebb
Donald Olding Hebb (Chester, Nova Escòcia, 22 de juliol de 1904 – 20 d'agost de 1985) va ser un psicòleg famós per les seves aportacions a la funció de les neurones, concretament va estudiar quins mecanismes físics s'activaven en l'aprenentatge. Influït per la seva mare, va dedicar-se a l'educació, intentant millorar els resultats d'escoles d'entorns desfavorits, feina que va deixar per concentrar-se en la recerca. A la universitat va postular que les neurones s'ajuntaven en grups quan eren activades repetidament per una feina o estímul, i que calia estudiar com es connectaven entre si aquests blocs de cèl·lules, teoria que va fer avançar el camp de la neurologia i també de la intel·ligència artificial.
Una enquesta en Review of General Psychology, publicada l'any 2002, va classificar Hebb com el 19è psicòleg més citat del segle xx. Les seves opinions sobre l'aprenentatge descriuen el comportament i el pensament en termes de funció cerebral, explicant els processos cognitius mitjançant connexions entre conjunts de neurones.

## Biografia
Donald Hebb va néixer a Chester, Nova Escòcia, el més gran dels quatre fills d'Arthur M. i M. Clara (Olding) Hebb, i hi va viure fins als 16 anys, quan els seus pares es van traslladar a Dartmouth, Nova Escòcia.
Els pares d'Hebb eren tots dos metges. La seva mare va estar molt influenciada per les idees de Maria Montessori, i ella el va educar a casa fins als 8 anys. Va tenir tan bon rendiment a l'escola primària que fou ascendit al 7è grau als 10 anys, però, com a resultat de fracassar i després de repetir l'11è grau a Chester, es va graduar del 12è grau als 16 anys al comtat de Halifax. (Molts o la majoria dels alumnes de 9è, 10è i 11è grau de l'escola de Chester suspenien els exàmens provincials. Aquells de 9è i 10è se'ls permetia avançar malgrat el fracàs, però no hi havia 12è grau a Chester.) Va entrar a la Universitat de Dalhousie amb l'objectiu de convertir-se en novel·lista. Es va graduar amb una llicenciatura en arts el 1925. Després, es va convertir en professor, i ensenyava a la seva antiga escola de Chester. Més tard, va treballar en una granja a Alberta i després va viatjar, i també treballà com a obrer al Quebec.

## Carrera
El 1928, va obtenir un postgrau a la Universitat McGill. Però, al mateix temps, va ser nomenat director del Verdun High School als suburbis de Montreal. Va treballar amb dos companys de la universitat, Kellogg i Clarke, per millorar la situació d'aquests barris. Va adoptar un enfocament més innovador de l'educació, per exemple, assignant tasques escolars més interessants i enviant qualsevol persona que es comportés malament fora (fer del treball escolar un privilegi). Va completar un màster en psicologia a McGill el 1932 sota la direcció del psicòleg Boris Babkin. El treball de fi de màster de Hebb, titulat Reflexos i inhibició condicionats i incondicionats, intentava demostrar que els reflexos esquelètics es deuen a l'aprenentatge cel·lular.
A principis de 1934, la vida de Hebb estava en crisi. La seva dona havia mort, arran d'un accident de trànsit, en el seu vint-i-novè aniversari (22 de juliol de 1933). La seva feina a l'escola de Montreal anava malament. Segons les seves paraules, va ser «derrotat per la rigidesa del currículum de les escoles protestants del Quebec». El focus d'estudi a McGill incidia més en la direcció de l'educació i la intel·ligència, i Hebb estava ara més interessat en la psicologia fisiològica i era crític amb la metodologia dels experiments allà.
Va decidir marxar de Montreal i va escriure a Robert Yerkes a Yale, on se li va oferir una plaça per estudiar un doctorat. Babkin, però, va convèncer Hebb perquè estudiés amb Karl Lashley a la Universitat de Chicago.
El juliol de 1934, Hebb va ser acceptat per estudiar amb Karl Lashley en aquesta universitat. La seva tesi portava per títol «El problema de l'orientació espacial i l'aprenentatge del lloc». Hebb, juntament amb dos estudiants més, van seguir Lashley a la Universitat Harvard el setembre de 1935. Aquí, va haver de canviar la seva tesi. A Harvard, va investigar la seva tesi sobre els efectes de la privació visual primerenca sobre la percepció de la mida i la brillantor en una rata. És a dir, va criar rates en la foscor i algunes a la llum i va comparar-ne els cervells. El 1936, es va doctorar a Harvard. L'any següent va treballar com a assistent d'investigació de Lashley i com a assistent docent en psicologia introductòria per a Edwin G. Boring al Radcliffe College. Aviat es va publicar la seva tesi de Harvard i va acabar la tesi que havia començat a la Universitat de Chicago.
El 1937, Hebb es va casar amb la seva segona dona, Elizabeth Nichols Donovan. Aquell mateix any, amb un consell de la seva germana Catherine (també estudiant de doctorat amb Babkin a la Universitat McGill), va sol·licitar treballar amb Wilder Penfield a l’Institut Neurològic de Montreal. Aquí va investigar l'efecte de la cirurgia i les lesions cerebrals en la funció cerebral humana. Va veure que el cervell d'un nen podria recuperar una funció parcial o completa quan se'n retira una part, però que un dany similar en un adult podria ser molt més perjudicial, fins i tot catastròfic. D'això, va deduir el paper destacat que jugava l'estimulació externa en els processos de pensament dels adults. De fet, la manca d'aquesta estimulació, va demostrar, provocava una disminució de la funció i, de vegades, al·lucinacions.
També va ser crític amb les proves d'intel·ligència de Stanford-Binet i Wechsler per al seu ús amb pacients amb cirurgia cerebral. Aquestes proves es van dissenyar per mesurar la intel·ligència general, mentre que Hebb creia que les proves s'havien de dissenyar per mesurar efectes més específics que la cirurgia podria haver tingut en el pacient. Juntament amb N. W. Morton, va crear la prova de comprensió per a adults i la prova d'anomalia d'imatges.
Amb la prova d'anomalia d'imatges, va proporcionar la primera indicació que el lòbul temporal dret estava implicat en el reconeixement visual. També va demostrar que l'eliminació de grans parts del lòbul frontal tenia poc d'efecte sobre la intel·ligència. De fet, en un pacient adult, al qual se li havia extirpat una gran part dels lòbuls frontals per tractar la seva epilèpsia, va observar «una millora postoperatòria sorprenent de la personalitat i la capacitat intel·lectual». A partir d'aquest tipus de resultats, va començar a creure que els lòbuls frontals eren fonamentals per a l'aprenentatge només al principi de la vida.
El 1939, va ser nomenat per a una posició docent a la Universitat de Queen. Per tal de provar la seva teoria sobre el paper canviant dels lòbuls frontals amb l'edat, va dissenyar un laberint de camins variables per a rates amb Kenneth Williams, anomenat laberint Hebb-Williams, un mètode per provar la intel·ligència animal que més tard s'utilitzaria en innombrables estudis. Va fer servir el laberint per provar la intel·ligència de rates encegades en diferents etapes de desenvolupament, i hi demostrà que «hi ha un efecte durador de l'experiència infantil sobre la capacitat de resolució de problemes de la rata adulta». Aquest es va convertir en un dels principis primordials de la psicologia del desenvolupament, que ajudaria més tard aquells que argumentaven la importància dels programes Head Start proposats per a nens en edat preescolar dels barris econòmicament pobres.
El 1942, es va traslladar a Orange Park, Florida, per treballar una vegada més amb Karl Lashley, que havia substituït a Yerkes com a director dels Yerkes Laboratories of Primate Biology al Yerkes National Primate Research Center. Aquí, estudiant el comportament dels primats, Hebb va desenvolupar proves emocionals per als ximpanzés. Els experiments van ser una mica infructuosos, perquè els ximpanzés van resultar ser difícils d'ensenyar. Durant el curs del treball, Hebb va escriure The Organization of Behavior: A Neuropsychological Theory, un llibre innovador que exposava la teoria que l'única manera d'explicar el comportament era en termes de funció cerebral.
Després, va tornar a la Universitat McGill per convertir-se en professor de psicologia el 1947 i va ser nomenat president del departament el 1948. Aquí va tornar a treballar amb Penfield, però aquesta vegada a través dels seus estudiants, que incloïen Mortimer Mishkin, Haldor Enger Rosvold i Brenda Milner, tots els quals van ampliar el seu treball anterior amb Penfield sobre el cervell humà.
La seva dona Elizabeth va morir el 1962. El 1966, Hebb es va casar amb la seva tercera dona, Margaret Doreen Wright (de soltera Williamson), vídua.
Hebb va romandre a McGill fins a la jubilació, el 1972. Va romandre a McGill després de la jubilació durant uns quants anys, al Departament de Psicologia com a professor emèrit, realitzant un curs de seminari requerit per a tots els estudiants de grau del departament.
El 1977, Hebb es va retirar al seu lloc de naixement a Nova Escòcia, on va completar el seu últim llibre, Essay on Mind. Va ser nomenat professor honorari de psicologia a la seva alma mater, Dalhousie, i va participar regularment en col·loquis fins a la seva mort als 81 anys, el 1985. Li van sobreviure dues filles (ambdues pel seu segon matrimoni), Mary Ellen Hebb i Jane Hebb Paul.

## Honors i premis
Hebb va ser membre tant de l’Associació de Psicologia Canadenca (CPA) com de l'Associació Americana de Psicologia (APA). Va ser elegit president del CPA el 1953 i de l'APA el 1960. Va guanyar el premi de contribució científica distingida de l'APA el 1961.
Va ser elegit membre de la Royal Society of Canada i membre de la Royal Society de Londres el març de 1966.
Va rebre un doctorat honoris causa per 15 universitats, inclosa el 1961 per la Universitat de Chicago, el 1965 per la Universitat Dalhousie i el 1975 per la Universitat Concordia.
El premi Donald O. Hebb, anomenat en el seu honor, és atorgat per l'Associació de Psicologia Canadenca a psicòlegs canadencs distingits. El premi es lliura anualment a una persona que hagi contribuït significativament a la promoció de la disciplina de la psicologia com a ciència mitjançant la realització de recerca, la docència i el lideratge o com a portaveu. El premi inaugural va ser lliurat a Hebb el 1980.
El 2011 va ser inclòs pòstumament al Saló de la Fama del Discovery Center d'Halifax, Nova Escòcia.
Els seus arxius, inclosos els registres relacionats amb les activitats d'investigació i docència, són conservats pels Arxius de la Universitat McGill, la Universitat McGill, a Montreal.

## Obra

### L'organització del comportament(1949)
L'organització del comportament es considera la contribució més significativa de Hebb al camp de la neurociència. Una combinació dels seus anys de treball en cirurgia cerebral barrejada amb el seu estudi del comportament humà, finalment va reunir els dos àmbits de la percepció humana que durant molt de temps no s'havien pogut connectar correctament, és a dir, va connectar la funció biològica del cervell com a òrgan juntament amb la funció superior de la ment.
El 1929, Hans Berger va descobrir que el cervell presenta una activitat elèctrica contínua i va posar en dubte el model de percepció i la resposta de Pavlov perquè, ara, semblava que hi havia alguna cosa al cervell fins i tot sense gaire estímul.
Al mateix temps, hi havia molts misteris. Per exemple, si hi havia un mètode perquè el cervell reconegués un cercle, com reconeix cercles de diverses mides o d'una rodona imperfecta? Per acomodar tots els cercles possibles que puguin existir, el cervell necessitaria una capacitat molt més gran de la que té.
Una altra teoria, la teoria de la Gestalt, afirmava que els senyals al cervell establien una mena de camp. La forma d'aquest camp depenia només del patró de les entrades, però encara no podia explicar com aquest camp era entès per la ment.
Les teories conductistes de l'època explicaven bé com es produïa el processament dels patrons. Tanmateix, no van poder explicar com aquests patrons arribaven a la ment.
Hebb va combinar dades actualitzades sobre el comportament i el cervell en una única teoria. I, tot i que la comprensió de l'anatomia del cervell no havia avançat gaire des del desenvolupament de les teories més antigues sobre el funcionament del cervell, encara va poder reunir una teoria que encertava moltes de les funcions importants del cervell.

La teoria de Hebb es va conèixer com a teoria de Hebbian i es diu que els models que segueixen aquesta teoria mostren «aprenentatge hebbià». Va proposar un relat neurofisiològic de l'aprenentatge i la memòria basat en un principi senzill:
| « | Quan la cèl·lula A està prou a prop per excitar la cèl·lula B i participa repetidament o persistentment en la seva activació, es produeix un procés de creixement o canvi metabòlic en una o ambdues cèl·lules de manera que l'eficiència de A, com una de les cèl·lules que dispara B, augmenta. | » |

Sovint es parafraseja com «Les neurones que es disparen juntes es connecten juntes». Es coneix comunament com la llei de Hebb.
La combinació de neurones que es podrien agrupar com una unitat de processament, Hebb la denominà «conjunts cel·lulars». I la seva combinació de connexions conformava l'algoritme en constant canvi que dictava la resposta del cervell als estímuls.
El model de Hebb per al funcionament de la ment no sols va influir en com els psicòlegs entenien el processament dels estímuls dins de la ment, sinó que també va obrir el camí per a la creació de màquines computacionals que imitaven els processos biològics d'un sistema nerviós viu. I mentre que la forma dominant de transmissió sinàptica en el sistema nerviós es va trobar més tard que era química, les xarxes neuronals artificials modernes encara es basen en la transmissió de senyals mitjançant impulsos elèctrics sobre els quals es va dissenyar la teoria de Hebb.

## Teories de l'educació
Hebb va ser fonamental per definir la psicologia com una ciència biològica en identificar el pensament com l'activitat integrada del cervell. Les seves opinions sobre l'aprenentatge descriuen el comportament i el pensament en termes de funció cerebral, explicant els processos cognitius mitjançant connexions entre conjunts de neurones. Aquestes idees van tenir un paper important en les seves opinions sobre l'educació i l'aprenentatge.
Hebb va veure la motivació i l'aprenentatge com a propietats relacionades. Creia que tot en el cervell estava interrelacionat i funcionava conjuntament. La seva teoria era que tot el que experimentem al nostre entorn dispara un conjunt de neurones anomenat conjunt cel·lular. Aquest conjunt cel·lular són els pensaments o idees del cervell. Aquests conjunts treballen units per formar seqüències de fases, que són corrents de pensaments. Un cop formats aquests conjunts cel·lulars i seqüències de fase, es poden activar mitjançant l'estimulació de l'entorn. Per tant, com més estimulant i ric és l'entorn, més creixen i aprenen els conjunts cel·lulars. Aquesta teoria va influir en les seves creences en l'educació. Hebb creia que l'entorn era molt important per a l'aprenentatge dels nens. Els infants aprenen construint aquests conjunts cel·lulars i seqüències de fases. Un entorn enriquit amb oportunitats variades per a experiències sensorials i motrius contribueix al fet que els nens desenvolupin els conjunts cel·lulars i les seqüències de fases necessàries per a l'aprenentatge continuat a l'edat adulta. Per intentar demostrar-ho, Hebb i les seves filles van criar rates mascotes a casa. En criar-les en un entorn enriquit, les rates van mostrar un aprenentatge del laberint millorat a l'edat adulta. Aquesta investigació sobre l'enriquiment ambiental va contribuir al desenvolupament del programa Head Start que s'utilitza actualment.
Head Start és un programa per a nens en edat preescolar de famílies amb ingressos baixos. L'objectiu del programa és preparar els nens per a l'èxit escolar amb un programa d'aprenentatge primerenc que ofereix activitats educatives estimulants cognitives. Segons les conclusions d'un estudi sobre la participació de Head Start i la preparació escolar, la participació a temps complet de Head Start es va associar amb habilitats acadèmiques més altes en nens de pares amb menys estudis.
Un altre estudi a llarg termini de Hart i Risley va fer un seguiment de 42 nens i les seves famílies durant dos anys. L'estudi es va centrar en l'adquisició primerenca del llenguatge i el paper de la llar i la família en el creixement de l'aprenentatge de paraules i el desenvolupament del llenguatge. Els resultats del seu estudi van demostrar que dos dels aspectes més importants en l'adquisició de la llengua són els avantatges econòmics de les llars dels nens i la freqüència de les experiències lingüístiques. L'estudi va demostrar que els nens de llars de nivell socioeconòmic més baix, amb menys recursos econòmics, aprenen menys paraules i adquireixen vocabulari més lentament que els fills de pares professionals amb un estatus socioeconòmic més alt amb accés a experiències de vocabulari més variades i enriquides.
Hebb creia que proporcionar un entorn enriquit per a l'aprenentatge infantil també beneficiaria l'aprenentatge dels adults, ja que un segon tipus d'aprenentatge es produeix quan són adults. Aquest segon tipus d'aprenentatge és un aprenentatge més ràpid i perspicaç perquè els conjunts cel·lulars i les seqüències de fases ja s'han creat i ara es poden reordenar de moltes maneres. La teoria de Hebbian de l'aprenentatge implica que cada experiència amb què es troba una persona s'incorpora a la xarxa de cèl·lules cerebrals. Aleshores, cada cop que es repeteix una determinada acció o pensament, la connexió entre les neurones s'enforteix, i canvia el cervell i reforça l'aprenentatge. Un individu és, en essència, entrenador del seu cervell. Com més noves experiències desafiants té i practica una persona, més connexions noves se li creen al cervell.

### Hebb com a educador
Al llarg de la seva vida Hebb va gaudir de l'ensenyament i va tenir molt d'èxit com a professor. Tant en els seus primers anys com a professor i director d'una escola de Montreal com en els darrers anys a la Universitat McGill, va demostrar ser un educador molt eficaç i una gran influència en el pensament científic dels seus estudiants.
Com a professor a McGill, creia que no es podia ensenyar la motivació, sinó crear les condicions necessàries perquè els estudiants fessin el seu estudi i recerca. Es podia entrenar per escriure, ajudar-los a triar un problema per estudiar i, fins i tot, evitar que es distraguessin, però la motivació i la passió per la recerca i l'estudi havien de venir dels mateixos estudiants. Creia que els estudiants s'havien d'avaluar en funció de la seva capacitat de pensar i de crear més que per la seva capacitat de memoritzar i reprocessar idees més antigues.
Hebb creia en un estudi molt objectiu de la ment humana, més com un estudi d'una ciència biològica. Aquesta actitud cap a la psicologia i la manera com s'ensenya va fer de la Universitat McGill un centre destacat d'estudis psicològics.
Hebb també va idear la relació A/S, un valor que mesura la complexitat cerebral d'un organisme.

### Investigació polèmica
El nom de Hebb ha estat sovint invocat en les discussions sobre la implicació d'investigadors psicològics en tècniques d'interrogatori, inclòs l'ús de la privació sensorial, a causa de la seva investigació en aquest camp. Parlant en un simposi de Harvard sobre privació sensorial el juny de 1958, Hebb comentà:
| « | El treball que hem fet a la Universitat McGill va començar, en realitat, amb el problema del rentat de cervell. No ens van permetre dir-ho en la primera publicació... El principal impuls, per descomptat, va ser la consternació davant el tipus de "confessions" produïdes en els judicis comunistes russos. "Rentament de cervell" va ser un terme que va arribar una mica més tard, aplicat als procediments xinesos. No sabíem quins eren els procediments russos, però semblava que produïen alguns canvis d'actitud peculiars. Com? Un possible factor va ser l'aïllament perceptiu i ens vam concentrar en això. | » |

Algunes investigacions recents han argumentat que la recerca sobre la privació sensorial de Hebb va ser finançada i coordinada amb la CIA (amb la intenció d'utilitzar la investigació per desenvolupar noves tècniques d'interrogatori i tortura). Algunes d'aquestes investigacions es van fer en secret, i els resultats es van compartir inicialment només amb les autoritats dels Estats Units. Algunes d'aquestes investigacions van implicar voluntaris que passaven hores en condicions de privació sensorial que alguns argumenten que s'haurien de considerar tortura, encara que els subjectes dels seus estudis eren estudiants universitaris voluntaris, no pacients, i eren lliures de deixar-los d'experimentar en qualsevol moment. Procediments similars, que inclouen tancs d'aïllament plens d'aigua molt salada i de flotabilitat neutra mantinguda a la temperatura corporal, també van servir de base per a tècniques desenvolupades per millorar la relaxació i la meditació, que encara estan en ús.

## Panteó dels escèptics
En una reunió del consell executiu del Committee for Skeptical Inquiry (CSI) a Denver, Colorado, l'abril de 2011, Hebb va ser seleccionat per ser inclòs al Panteó dels Escèptics del CSI. El Panteó dels Escèptics va ser creat pel CSI per recordar el llegat dels companys difunts del CSI i les seves contribucions a la causa de l'escepticisme científic.

## Alumnes destacats
- Michael C. Corballis

- Leo Goldberger

- Stevan Harnad

- Doreen Kimura

- Ronald Melzack

- Brenda Milner

- Mortimer Mishkin

- Lynn Nadel

- James Olds

- Michael Posner

- Case Vanderwolf

## Publicacions seleccionades
- L'organització de la conducta. 1949. John Wiley & Sons. ISBN 978-0-471-36727-7.

- Assaig sobre la ment. 1980. Lawrence Erlbaum. ISBN 978-0-89859-017-3ISBN978-0-89859-017-3.

- El sistema nerviós conceptual. 1982. Premsa de Pèrgam. ISBN 008-027418-8ISBN008-027418-8: una col·lecció de 21 articles de Hebb, amb una llista completa de les seves publicacions, editada per Henry A. Buchtel.

- Llibre de text de psicologia, manual de l'alumnat del llibre de text de psicologia (amb Don C. Donderi). 1995. Kendall Hunt Pub Co. ISBN 978-0-7872-1103-5 archive.org.